# Aphytis vastus
Aphytis vastus är en stekelart som beskrevs av Prinsloo och Neser 1994. Aphytis vastus ingår i släktet Aphytis och familjen växtlussteklar.
Artens utbredningsområde är Namibia. Inga underarter finns listade i Catalogue of Life.